# Entasphaltierung
Eine  Entasphaltierung  ist eine verfahrenstechnische Anlage einer Erdölraffinerie, in welcher Vakuumrückstand in einen paraffinischen Anteil (entasphaltiertes Öl, engl.: deasphalted oil, DAO) und einen (hoch-)aromatischen Anteil (die Asphaltene, engl.: asphaltenes) aufgespaltet wird.
Entasphaltierungsanlagen sind normalerweise sogenannte Lösungsmittel-Entasphaltierer (engl.: solvent deasphalter, SDA). Als Lösungsmittel kommt Propan, Butan oder sogar Pentan und Hexan in Frage. Eine SDA trennt die Asphaltene vom Vakuumrückstand, da die leichten Kohlenwasserstoffe die aliphatischen Anteile lösen (extrahieren), nicht aber die Asphaltene. Das DAO wird in der Schmierölherstellung, zur Produktion von Mikrowachs sowie als Edukt für eine FCC- oder HC-Anlage verwendet. Die Asphaltene werden  einem Flexicoker, einer Vergasung oder direkt der Verbrennung zugeführt.
DAO einer Propan-Entasphaltierung (PDA) weist die höchste Qualität (niedriger Metallgehalt) aus,  eine (PDA) führt aber zu einer niedrigen Ausbeute. n-Pentan verdoppelt oder verdreifacht die Ausbeute, das DAO ist jedoch verstärkt mit Metallen und Asphaltenen kontaminiert und reduziert damit die Lebenszeit des FCC- oder HCU-Katalysators. Wird Butan als Lösungsmittel verwendet, so spricht man von einer Butan-Entasphaltierung (BDA).